# Victor Lhuer
Victor Amable Lhuer est un dessinateur, graveur et peintre français, né à Bucarest (Roumanie) le 9 septembre 1876 et mort à Paris le 11 février 1952 à Paris.

## Biographie
Né à Bucarest de parents français, François Lhuerre, opticien, et Laure Adolphine Louise Flan qui reviennent à Paris en 1878, Victor Lhuer sort diplômé de l'École nationale supérieure des arts décoratifs en 1899. L'un de ses frères aînés, Gaston Théophile Lhuer (1868-1937) est également peintre et illustrateur.
Élève entre autres de Charles Genuys et Edmond Lechevallier-Chevignard, il expose au Salon des artistes français de 1899, 1902, 1903, 1904 et 1910.
Il est dessinateur pour le couturier Paul Poiret et se spécialise dans les costumes et la haute couture. Plus tard, il enseigne à l'École des arts appliqués à l'industrie.
Marié et père de deux enfants, il est mobilisé durant la Première Guerre mondiale.
On note des contributions illustrées pour Le Mois littéraire et pittoresque (dès 1900), l'almanach du Pèlerin, le Journal des dames et des modes (1912-1914), La Vie heureuse.

## Œuvre

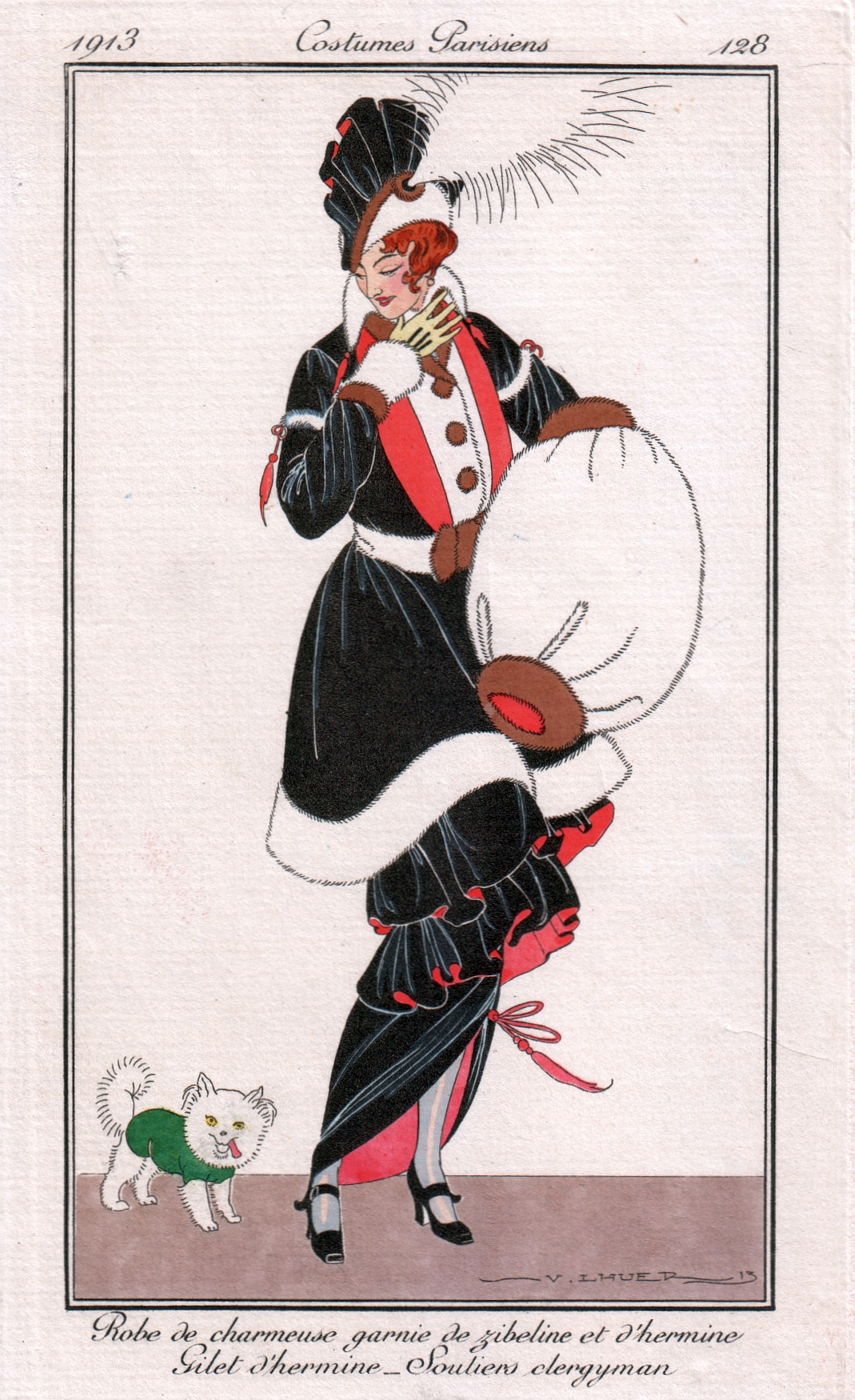
« Robe de charmeuse garnie de zibeline et d'hermine », Journal des dames et des modes, 1913.

### Affiches
- Au Printemps : les fourrures à la mode, 1913.
- Gants. Au Printemps, 1914.

### Ouvrages illustrés
- Alphabet illustré 100 vignettes et lettres ornées, Galerie Sagot, Tours, 1918.
- Impressions de voyage. Album dédié à nos fidèles clientes, Maison de fourrures « À la Reine d'Angleterre », avec Jean Charcot, Édouard Mérite, Camille d'Hoedt, Victor Lhuer, Paris, Maison de fourrure Jacques Neubauer, 1921.
- Jean Laurence, Rakotomavo, illustré de 80 dessins, préface d'André Demaison, Éditions de la Revue mondiale, 1936.
- Collection Visages des régions de France, avec Pablo Tillac, Horizons de France, 1942-1952 [?].
- Diderot, La Religieuse, 18 eaux-fortes originales, Paris, Édition Messagerie du Livre, 1942-1943, illustrations enluminées au pochoir par les ateliers Renson fils.
- Le Costume breton de 1900 à nos jours, préface de Georges-Gustave Toudouze, Moulin de Pen-Mur, 1943.
- Costume auvergnat et bourbonnais, préface de Mme Y. H. Monceau, Arc-en-Ciel, [1945].